# Лабораторная диагностика
Лаборато́рная диагно́стика — совокупность методов, направленных на анализ исследуемого материала с помощью различного специализированного оборудования.
Профессиональный праздник лаборанты отмечают 25 октября.

## Клиническая лабораторная диагностика
Основной задачей данного вида диагностики является выявление или подтверждение наличия патологии, которую невозможно однозначно подтвердить или опровергнуть органолептическими методами исследования. Для этого могут быть использованы разнообразные вспомогательные методы. Условно их можно разделить на следующие группы:
- Методы, усиливающие воспринимающие возможности человека, к ним относится, например, оптическая микроскопия.
- Методы, использующие характерные биохимические особенности исследуемого организма, к данной группе относятся все серологические методы диагностики.
- Методы, использующие характерные особенности патологического агента, к ним относятся биологические и культуральные методы исследования.

В зависимости от цели исследования производится та или иная совокупность методов, позволяющая добиться максимально полного и точного ответа на поставленный вопрос. За постановку и правильный результат каждого анализа отвечает врач клинической лабораторной диагностики.

### Исследования крови

#### Бактериологический анализ крови
(Бакпосев, анализ крови на стерильность)

#### Биохимический анализ крови

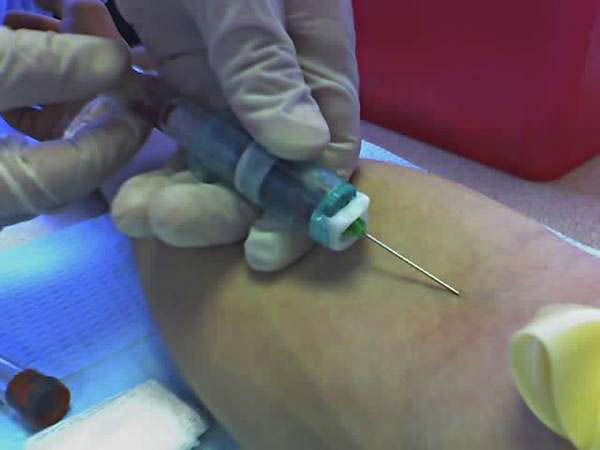
Процедура венепункции и забора крови для биохимического анализа

Биохими́ческий ана́лиз кро́ви — лабораторный метод диагностики, применяемый в клинической практике для определения функционального состояния систем и тканей организма человека. Биохимический анализ помогает выявить нарушение функции печени, почек, расстройство белкового, липидного и углеводного обмена, диагностировать наличие активного воспалительного процесса, в том числе ревматического, а также различные расстройства водно-электролитного обмена и степень дисбаланса микроэлементов. Таким образом, проведение биохимического анализа крови позволяет не только выявить патологию, но и определить степень остроты воспалительного процесса, назначить или скорректировать лечение.

#### Клинический анализ крови
Клини́ческий ана́лиз кро́ви — врачебный лабораторный анализ, позволяющий оценить не только содержание гемоглобина и скорость оседания эритроцитов (СОЭ), но и количество эритроцитов, цветовой показатель, количество лейкоцитов и лейкоцитарную формулу (лейкограмму), тромбоцитов. Данный анализ позволяет выявить наличие анемии, а также воспалительного процесса и новообразования форменных элементов крови.

#### ПЦР
Анализ крови молекулярно-биологическими методами (полимеразная цепная реакция, ПЦР, PCR)
Анализ крови методом ПЦР (Полимеразная цепная реакция) - метод молекулярной биологии, позволяющий добиться значительного увеличения малых концентраций определённых фрагментов нуклеиновой кислоты (ДНК) в биологическом материале (пробе). Позволяет выявить ДНК, РНК патогенных микроорганизмов, мутации в соматических клетках человека и животных, растений, микроорганизмов и активно используется в инфектологии, генетике человека, репродуктологии, установлении родства и др.

#### Серологический анализ крови
Иммуноферментный анализ (сокращённо ИФА, англ. enzyme-linked immunosorbent assay, ELISA) — лабораторный иммунологический метод качественного или количественного определения различных низкомолекулярных соединений, макромолекул, вирусов и пр., в основе которого лежит специфическая реакция антиген-антитело.
РНГА, РПГА, РТГА, RW, ИХА, РП, РИА и т. д.

## Судебно-медицинская лабораторная диагностика
Судебно-медицинский эксперт — врач, занимающий штатную должность в учреждениях судебно-медицинской экспертизы, прошедший обучение по специальности судебно-медицинская экспертиза и имеющий сертификат специалиста в данной области.